# Danh sách thành phố Antigua và Barbuda
- All Saints
- Bolans
- Carlisle
- Cedar Grove
- Codrington
- Dickenson Bay
- English Harbour
- Falmouth
- Freetown
- Jennings
- Liberta
- Old Road
- Parham
- St. John's
- Swetes
- Willikies

## 10 thành phố lớn nhất
1. St. John's - 23.600 dân
2. English Harbour - 2.900 dân
3. All Saints - 2.700 dân
4. Bolans - 2.600 dân
5. Willikies - 1.700 dân
6. Old Road - 1.600 dân
7. Parham - 1.400 dân
8. Liberta - 1.400 dân
9. Freetown - 1.300 dân
10. Cedar Grove - 1.200 dân